# 米歇爾·德喬耶
米歇爾·德喬耶（法語：Michel Desjoyeaux，1965年7月16日—）出生於法國布列塔尼大區菲尼斯泰爾省的孔卡爾諾，是旺代單人不靠岸航海賽賽事當中唯一獲得兩次冠軍（2000年-2001年、2008年-2009年）的航海家。

## 受獎
- 2005年  法國榮譽軍團勳章
- 2008年  海事功績勳章
- 2009年 法國卓越獎（法语：Prix de l'Excellence française）

## 相關連結
- X：Michel Desjoyeaux
- yelp：Michel Desjoyeaux